# Ausbund (Gebäck)

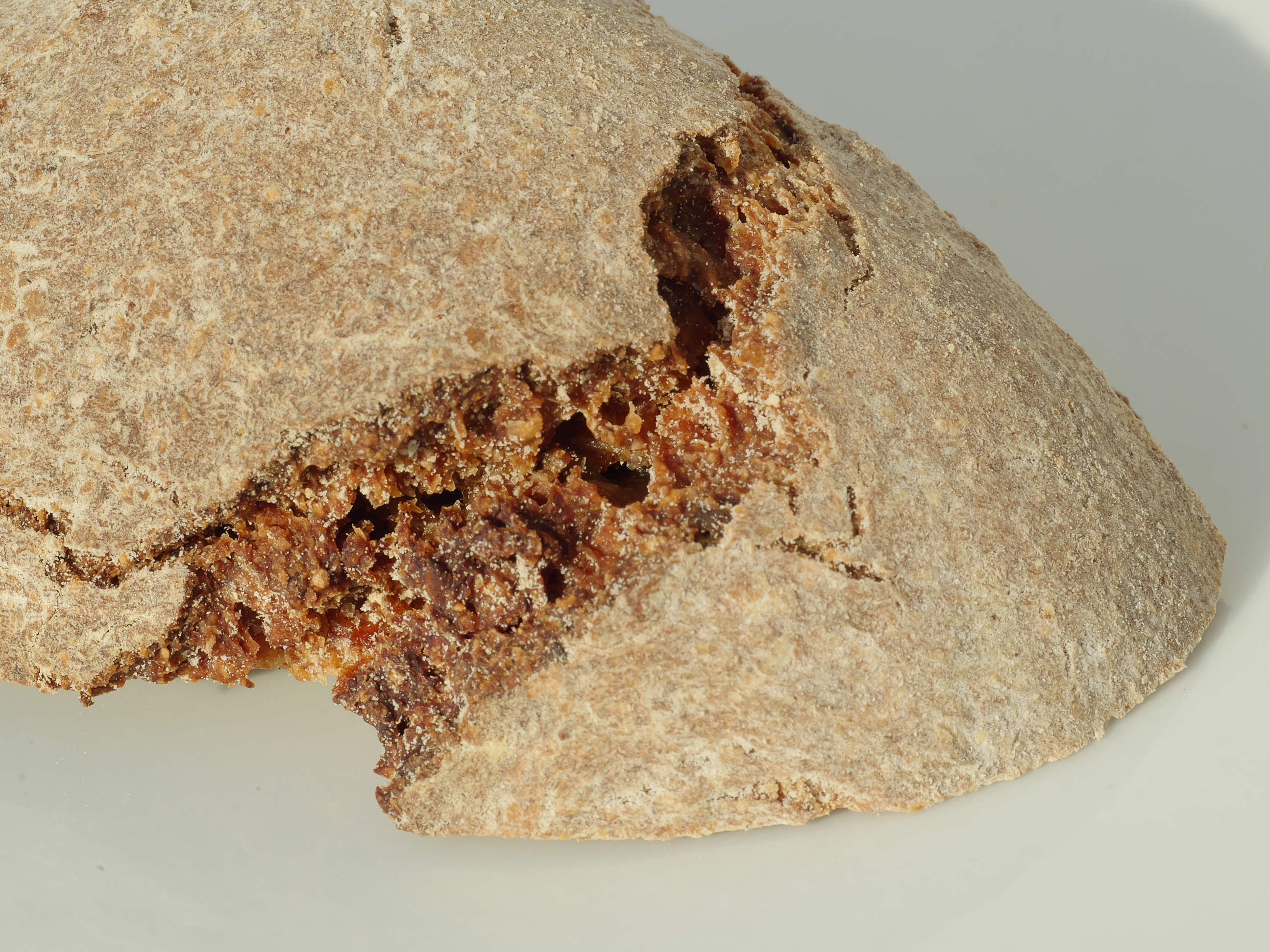
Ausbund in der Brotkruste des Endstücks eines Roggenvollkornbrotes aus Sauerteig

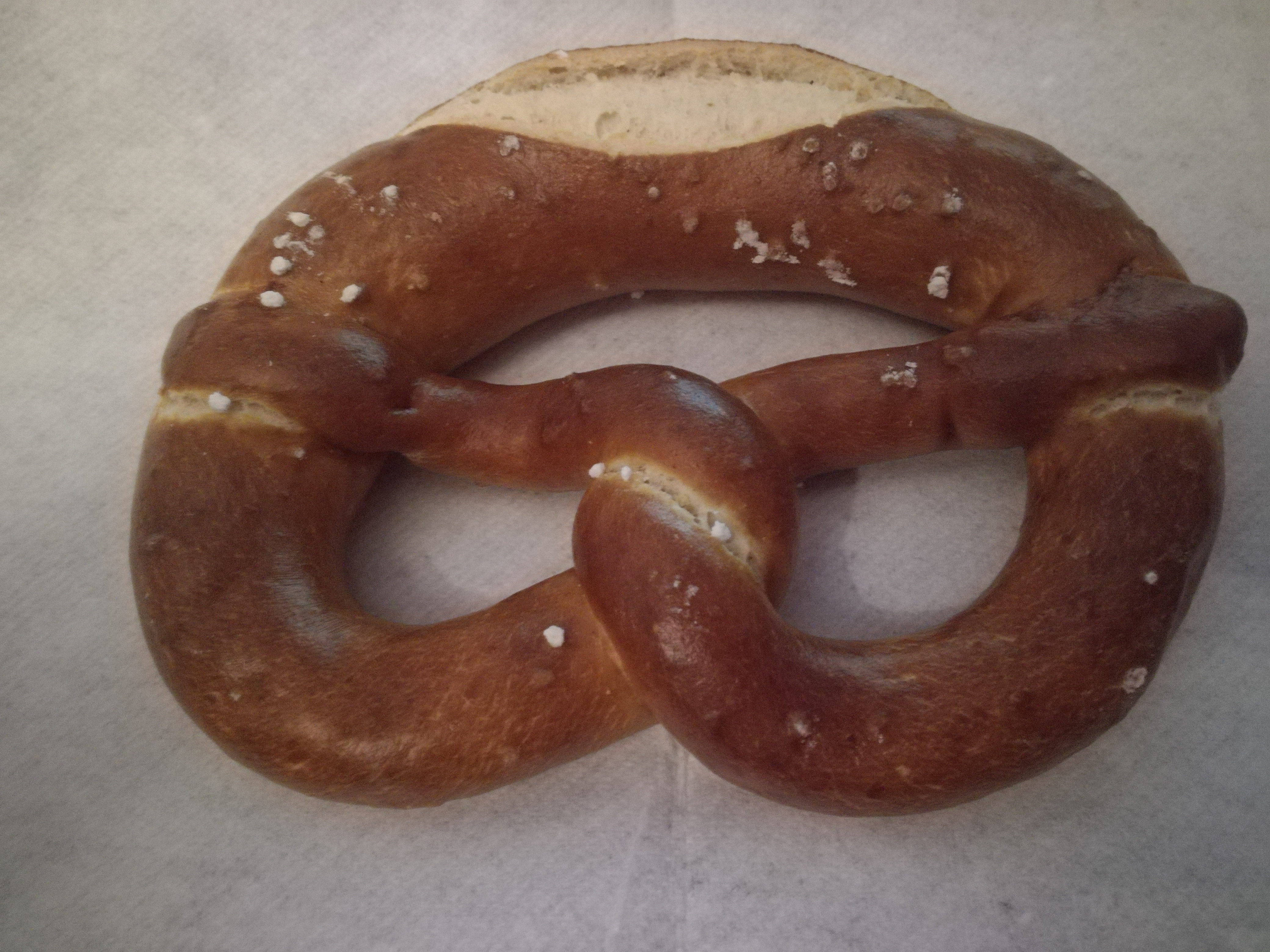
Bayerische Brezel mit Ausbund

Der Ausbund ist der aufgebrochene Bereich in der Kruste von Backwaren.
Der Ausbund kann durch zufälliges Aufreißen des Teigs während der Gare oder beim Backen entstehen. Beim Einschießen darf ein glatter Teigling seine Gare noch nicht vollständig erreicht haben, damit sich ein Ausbund bilden kann. Durch eine hinreichend lange Teigruhe, wie zum Beispiel bei Ciabatta, kann die Ausbildung von Ausbünden vermieden werden.
Mit gezielten Maßnahmen vor dem Einschießen oder während des Backens können die Stellen vorgegeben werden, an denen der Ausbund entstehen soll. Hierzu kann der Teig eingeschnitten, eingerissen oder eingedrückt werden. Auch durch das Wirken bei der Teigführung kann die Entstehung des Ausbunds beeinflusst werden.
Der Ausbund bewirkt eine Vergrößerung der Oberfläche des Gebäcks. Dadurch können Aroma und Geschmack verbessert werden. Ferner erhöht sich das Volumen des Backguts, und der Ausbund fördert die Entstehung der Porung in der Krume.